# Trachyandra karrooica
Trachyandra karrooica är en grästrädsväxtart som beskrevs av Anna Amelia Obermeyer. Trachyandra karrooica ingår i släktet Trachyandra och familjen grästrädsväxter. Inga underarter finns listade i Catalogue of Life.